# Strelitzia reginae
L'uccello del paradiso (Strelitzia reginae Banks) è una pianta appartenente alla famiglia delle Strelitziaceae, endemica del Sudafrica.

## Etimologia
L'epiteto specifico reginae, dal latino = «della regina», fa riferimento alla regina Carlotta di Meclemburgo-Strelitz, moglie del re Giorgio III d'Inghilterra, morta nel 1818 e appassionata di botanica.

## Descrizione
La pianta è costituita da rizomi, le foglie sono ispide, mentre i fiori sono tendenti all'arancione con delle sfumature blu.
La Strelitzia reginae è originaria del Sudafrica, dove cresce in boschetti costieri e lungo corsi d'acqua spesso in associazione con Strelitzia juncea. Strelitzia reginae è una pianta a crescita lenta, con grosse radici e grandi foglie persistenti, erette, coriacee, ovali e allungate, con fiori dalla forma particolare, portati alla sommità di steli alti come le foglie (fino a 2 metri), e che spuntano in sequenza per lunghi periodi da una spata dalla caratteristica forma a becco di airone; sono di colore arancio, giallo o blu intenso.
Esistono numerose varietà e sottospecie; tra le più apprezzate in coltivazione, Strelitzia reginae subsp. mzimvubuensis, di dimensioni più contenute, foglie finemente corrugate e sepali bianchi anziché blu e Strelitzia reginae «Mandela Gold», con tepali giallo dorato, creata nell'orto botanico di Kirstenbosch inizialmente con il nome «Kirstenbosch Gold», quindi dal 1996 ribattezzata in onore di Nelson Mandela.

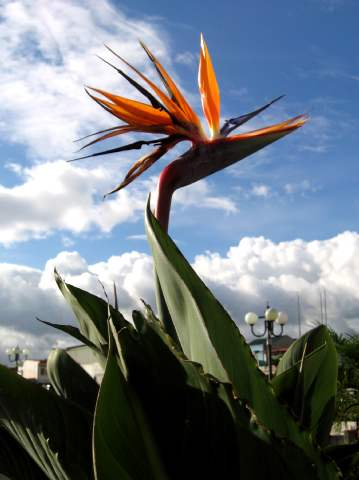
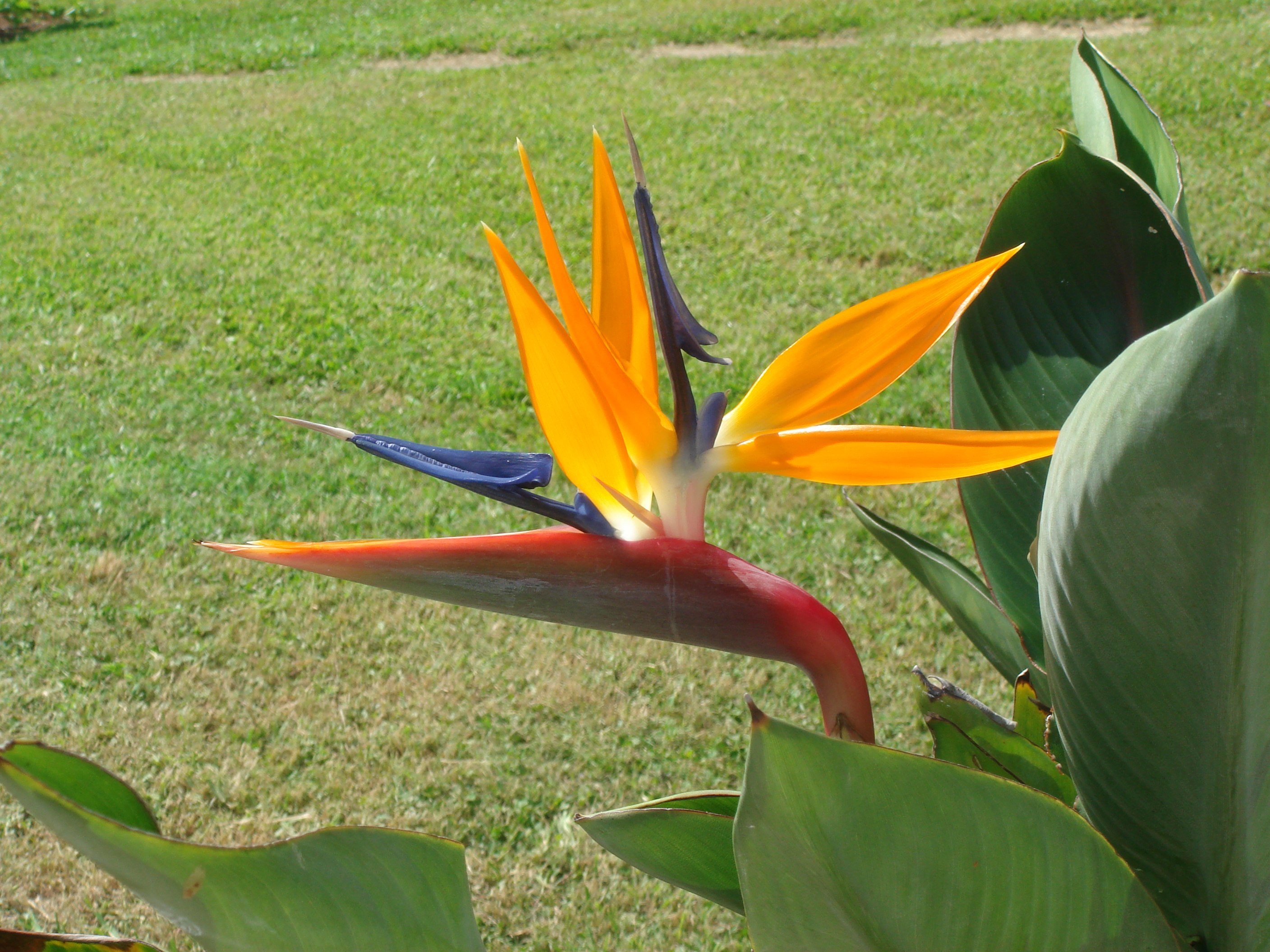
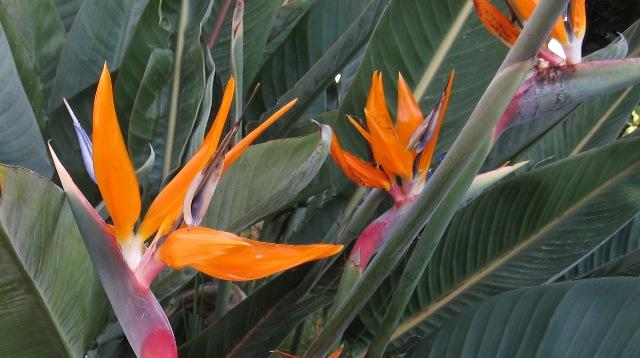
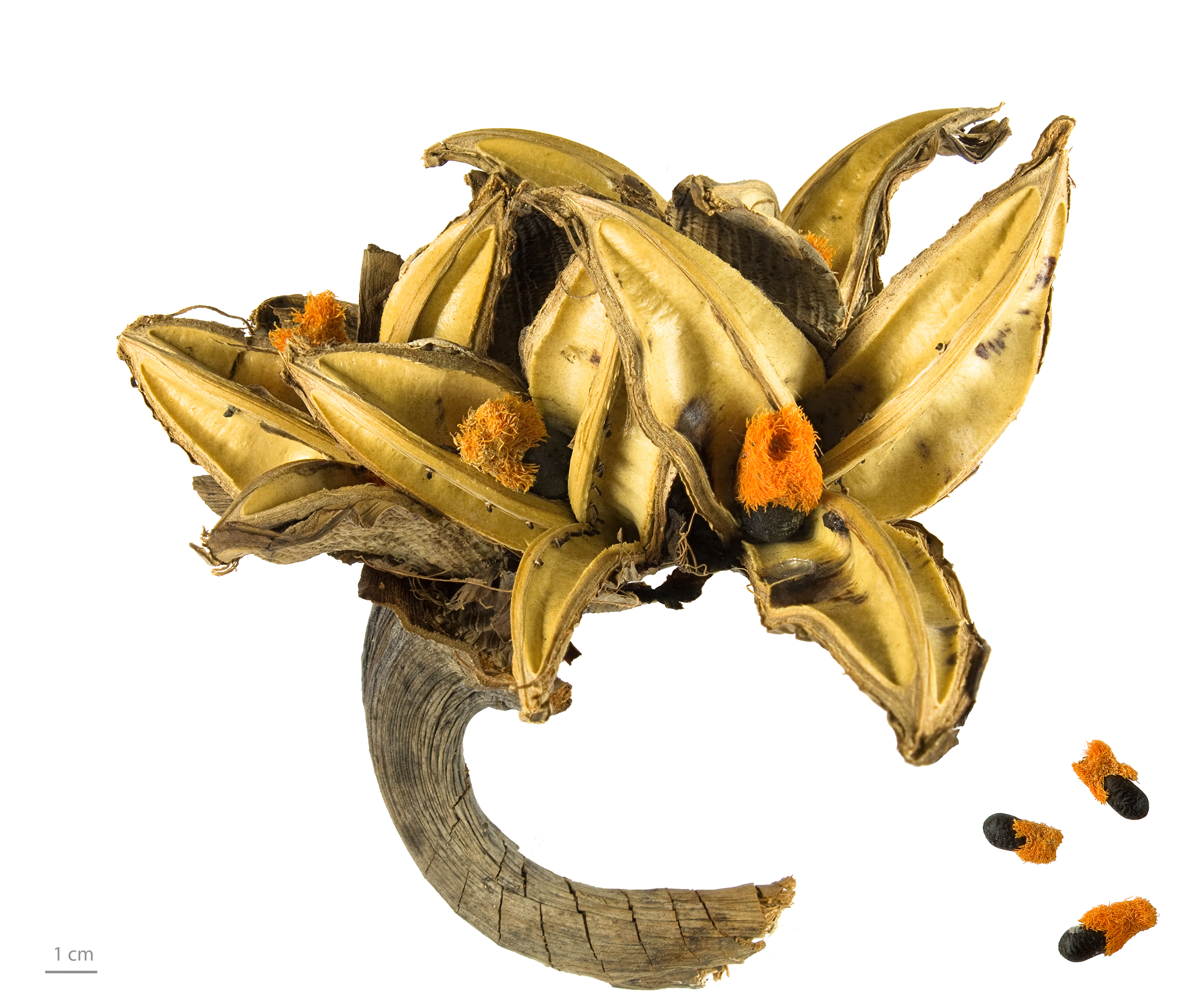
I semi
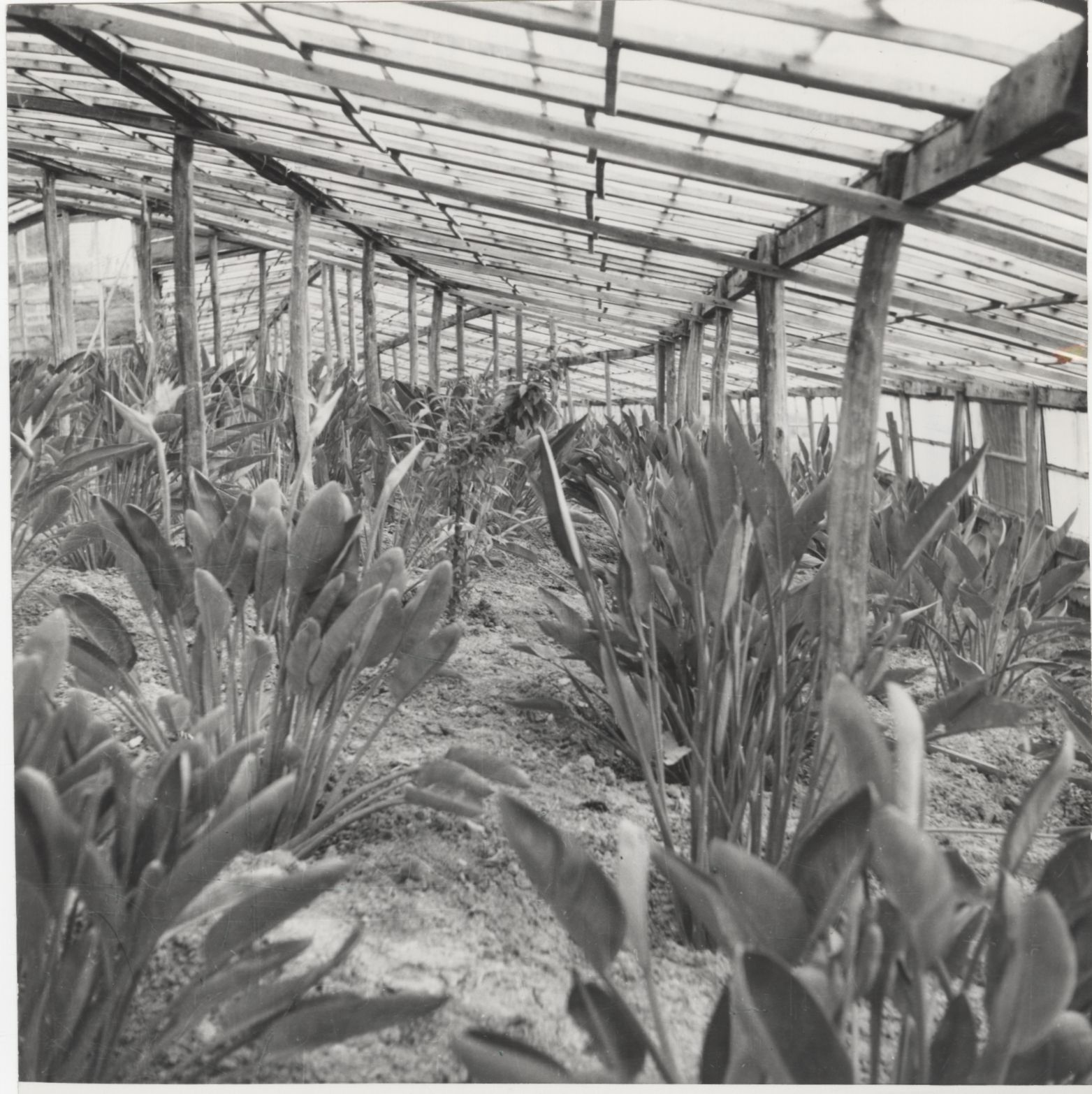
Serra di strelitzia reginae nel 1962

## Distribuzione e habitat
La specie è diffusa in Sudafrica, lungo la costa orientale da Humansdorp sino al KwaZulu-Natal.